# Leptophyllum montanum
Leptophyllum montanum är en mångfotingart som beskrevs av Karl Wilhelm Verhoeff 1898. Leptophyllum montanum ingår i släktet Leptophyllum och familjen kejsardubbelfotingar. Inga underarter finns listade i Catalogue of Life.